# Stephanie-Louise de Bourbon-Conti
Stephanie-Louise de Bourbon-Conti, egentligen Anne-Louise-Francoise Delorme, Mme Billet, född 1756, död 1825, var en fransk memoarskrivare. Hon är känd för sina memoarer som beskriver hennes liv under franska revolutionen.
Hon var född i en fattig familj i Petit-Auvergne vid Chateaubriand och arbetade som tjänsteflicka innan hon utgavs sig för att vara syster till prins de Conti och kallade sig prinsessan Stephanie-Louise de Bourbon-Conti. Hon utgav sina memoarer under detta namn, som blev ganska omtalade. 
Hennes memoarer ger en bild vardagslivet under revolutionen, särskilt i band 2, som anses värdefulla. 